# Aaron Beck
Aaron Temkin Beck (Providence, 18 de julho de 1921 — 1 de novembro de 2021) foi um psiquiatra norte-americano e professor emérito do departamento de psiquiatria na Universidade da Pensilvânia. Beck é conhecido como o pai da terapia cognitiva e da terapia cognitivo-comportamental (TCC) e inventor das vastamente utilizadas Escalas de Beck, incluindo a Escala de Depressão de Beck (BDI) e Escala de Ansiedade de Beck (BAI), usadas para medir a severidade da depressão em um indivíduo.

## Biografia

### Infância
Aaron Beck nasceu em Providence, Rhode Island, filho mais novo entre 4 crianças. Os pais de Beck eram judeus imigrantes da Rússia. Seu nascimento foi após o falecimento de uma irmã na epidemia de influenza. Após o falecimento de sua filha, a mãe de Beck ficou severamente deprimida. Beck sofreu de sentimentos de incompetência após uma doença quase fatal causada por uma infecção em uma fratura no braço. Entretanto, Beck ensinou-se a trabalhar seus medos e problemas cognitivamente; este provavelmente foi o evento que iniciou o desenvolvimento de sua teoria e terapias anos mais tarde.

### Família
Beck era casado com Phyllis Whitman e teve quatro filhos e oito netos. Sua filha, a Dra. Judith Beck, colaborou em sua pesquisa.

### Educação
Beck estudou na Brown University, graduando magna cum laude em 1942. Após, estudou na Yale Medical School, graduando em 1946.

### Pesquisa
Beck era conhecido por sua pesquisa em psicoterapia, psicopatologia, suicídio e psicometria, que levou à criação da terapia cognitiva, pelo qual recebeu o Prêmio Lasker. Também foi o criador da Escala de Depressão de Beck (BDI), um dos instrumentos mais utilizados de mensuração dos sintomas depressivos. Beck criou diversas outras escalas e fundou o Beck Institute, na Filadélfia, no qual sua filha (dra. Judith Beck) trabalha.
Beck acreditava que a depressão é causada devido a visões negativas irrealistas sobre o mundo. Pessoas deprimidas tem uma cognição negativa em três áreas, que são tidas como a tríade depressiva. Elas desenvolvem visões negativas sobre: elas mesmas, o mundo e seu futuro.
A Terapia cognitiva também foi utilizada eficazmente a pessoas com transtornos de ansiedade, esquizofrenia, e muitas outras perturbações.

## Prêmios
Beck recebeu o Lasker Clinical Research Award em 2006.

## Trabalhos

### Livros publicados
- Beck, A.T., Depression: Causes and Treatment. University of Pennsylvania Press, 1972.  - ISBN 978-0-8122-7652-7
- Beck, A.T., Cognitive Therapy and the Emotional Disorders. Intl Universities Press, 1975. - ISBN 0-8236-0990-1
- Beck, A.T., Rush, A.J., Shaw, B.F., Emery, G., Cognitive Therapy of Depression. The Guilford Press, 1979. - ISBN 0-89862-000-7
- Scott, J., Williams, J.M., Beck, A.T., Cognitive Therapy in Clinical Practice: An Illustrative Casebook. Routledge, 1989. - ISBN 0-415-00518-3
- Alford, B.A., Beck, A.T., The Integrative Power of Cognitive Therapy. The Guilford Press, 1998. - ISBN 1-57230-396-4
- Beck, A.T., Prisoners of Hate: The Cognitive Basis of Anger, Hostility, and Violence. HarperCollins Publishers, 1999. - ISBN 0-06-019377-8
- Clark, D.A., Beck, A.T.,-55798-789-0
- Beck, A.T., Freeman, A., and Davis, D.D., Cognitive Therapy of Personality Disorders. The Guilford Press, 2003. - ISBN 1-57230-856-7
- Wright, J.H., Thase, M.E., Beck, A.T., Ludgate, J.W., Cognitive Therapy with Inpatients: Developing A Cognitive Milieu. The Guilford Press, 2003. - ISBN 0-89862-890-3
- Winterowd, C., Beck, A.T., Gruener, D., Cognitive Therapy With Chronic Pain Patients. Springer Publishing Company, 2003. - ISBN 0-8261-4595-7
- Beck, A.T., Emery, G., and Greenberg, R.L., Anxiety Disorders And Phobias: A Cognitive Perspective. Basic Books, 2005. - ISBN 0-465-00587-X

### Citações
1. ↑  «2004 – Aaron Beck». Grawemeyer Awards (em inglês). 21 de julho de 2004. Consultado em 5 de novembro de 2021. Cópia arquivada em 6 de junho de 2016
2. ↑  Heinz, John. «The Heinz Awards :: Aaron Beck». The Heinz Awards. Consultado em 5 de novembro de 2021. Cópia arquivada em 4 de novembro de 2021
3. ↑  Beck & Fleming 2021.
4. ↑  Folsom et al. 2016.
5. ↑  «Beck Institute for Cognitive Behavior Therapy». Aaron Beck Institute. Consultado em 11 de janeiro de 2007. Arquivado do original em 21 de dezembro de 2015
6. ↑  Beck et al. 1961.
7. ↑  «Lasker Award 2006». Arquivado do original em 26 de outubro de 2007
8. ↑  «Schizophrenia Daily News Blog: Successful Therapy for Cog. Deficits». www.schizophrenia.com. Consultado em 5 de novembro de 2021
9. ↑  «Lasker Foundation Beck wint Lasker Foundation Award»